# Standart (Zeitung)
Standart (bulgarisch Стандарт; Aussprache [stɐnˈdart]; deutsche Bedeutung „Standard“) ist eine bulgarische überregionale Tageszeitung mit Redaktionssitz in Sofia. Die Zeitung wurde 1992 gegründet. Der jetzige Inhaber der Verlagsfirma Standart News AG (Стандарт нюз) ist Todor Batkow.
Seit seiner Gründung veröffentlicht Standart eine tägliche Internetausgabe auf Bulgarisch und Englisch. Außerdem wird ein RSS-Web-Feed auf Bulgarisch angeboten.
Noch vor der Regierungsübernahme der bulgarischen Sozialisten mit Sergei Stanischew als Ministerpräsident im Jahre 2005 galt die Zeitung als parteiunabhängig. Heute gilt die Zeitung als russophil und linksorientiert.
Der Standart sollte nicht mit der österreichischen Tageszeitung Der Standard verwechselt werden.